# Argyreus neumanni
Argyreus neumanni är en fjärilsart som beskrevs av Rothschild 1902. Argyreus neumanni ingår i släktet Argyreus och familjen praktfjärilar. Inga underarter finns listade i Catalogue of Life.